# Euriante
Euriante es una ópera "grande, heroica, romántica" alemana en tres actos con música de Carl Maria von Weber y libreto en alemán de Helmina von Chézy, basado en un cuento medieval francés, L'histoire de très noble et chevalereux prince Gerard, comte de Nevers, et de la très vertueuse et très chaste princesse Euriant de Savoye, sa mye (siglo XIII). Es una obra que se adscribe al romanticismo musical. Se estrenó el 25 de octubre de 1823 en el Kärntnertortheater de Viena.

## Historia
Como las menos conocidas Alfonso und Estrella y Fierrabras de Franz Schubert, de la misma época y lugar (Viena, 1822 y 1823, respectivamente), Euriante se separa de la tradición del singspiel alemán, adoptando un enfoque musical sin la interrupción de diálogo hablado característico de las anteriores óperas en idioma alemán como La flauta mágica de Mozart, Fidelio de Beethoven y El cazador furtivo del mismo Weber. C. Brown señala el uso que Weber hace del cromatismo para representar a los personajes malignos, la fina orquestación y la cuidadosa mezcla de recitativo, arioso y piezas de conjunto.
Euriante se estrenó el 25 de octubre de 1823 en Viena, en un año marcado por el interés de Viena en óperas italianas, particularmente aquellas de Rossini. Aunque la recepción inicial fue entusiasta, la ópera tuvo solo 20 representaciones, con quejas sobre el libreto y la longitud de la ópera. Franz Schubert comentó que "Esto no es música..."
La ópera ha tenido varios defensores. Durante su tiempo como director de la Ópera Estatal de Viena, Gustav Mahler montó una nueva producción de Euriante en 1903. A pesar de retoques en el libreto por el propio Mahler (quien describió a von Chézy como una "poetisa con un corazón lleno y una cabeza vacía") y Max Kalbeck y unos pocos cambios en la partitura por Mahler, solo hubo cinco representaciones. Mahler se dio cuenta de las debilidades del libreto y lo absurdo de la trama; en particular, en el tercer acto, el poco plausible encuentro de todos los personajes en medio de un páramo rocoso, una escena a la que él siempre aludió como "el alegre grupo reunido". Leo Slezak interpretó a Adolar, Leopold Demuth interpretó a Lysiart.
El compositor y musicólogo Donald Francis Tovey consideró Euriante como musicalmente superior a la ópera de Wagner, más conocida, Lohengrin (cuya trama y música recuerdan a Euriante en varios aspectos, especialmente en lo que se refiere al uso de la técnica del leitmotiv) e hizo una nueva versión escénica, mientras que Arturo Toscanini dirigió el estreno en La Scala en 1902. Carlo Maria Giulini dirigió una representación de mayo de 1954 en el Mayo Musical Florentino, y una grabación de esta representación (y otras grabaciones históricas en vivo) de la ópera están disponibles. 
Aunque se la reconoce como una de las más importantes óperas de Weber, la obra raramente se representa debido al débil libreto de Helmina von Chézy (a quien, por cierto, también se le debe la fallida obra Rosamunde, para la que Franz Schubert escribió música). En las estadísticas de Operabase aparece con solo 6 representaciones para el período 2005-2010.
Solo la obertura, un ejemplo sobresaliente del estilo del primer Romanticismo alemán (anunciando a Richard Wagner), es regularmente interpretada hoy en día.

## Personajes
| Personaje                                                 | Tesitura     | Reparto el 25 de octubre de 1823 Director: |
| --------------------------------------------------------- | ------------ | ------------------------------------------ |
| Luis VI de Francia                                        | bajo         | Joseph Seipelt                             |
| Adolar (conde de Nevers)                                  | tenor        | Anton Haizinger                            |
| Euriante de Saboya (esposa de Adolar)                     | soprano      | Henriette Sontag                           |
| Rudolf (un noble)                                         | tenor        | Jakob Wilhelm Rauscher                     |
| Bertha (una campesina)                                    | soprano      | Henriette Theimer-Forti                    |
| Lysiart (conde de Forest)                                 | barítono     | Anton Forti                                |
| Eglantina (una prisionera)                                | mezzosoprano | Therese Grünbaum                           |
| Damas, caballeros, soldados, cazadores, servidumbre, etc. |              |                                            |